# امنیت در منطقه خلیج فارس
امنیت در منطقه خلیج فارس کتابی است از فاطمه شایان که در آن نویسنده به تحولات ساختار امنیتی خلیج فارس پس از حمله آمریکا به عراق در سال ۲۰۰۳ با تأکید بر تهدیدات هویت جمعی دو فرقه مذهبی - شیعه و سنی می‌پردازد. این کتاب در سال ۲۰۱۹ جایزه بین‌المللی فارابی را از آن خود کرد.

## خلاصه
این کتاب با استفاده از متد بررسی پروسه‌های علی (Process Tracing) و ترکیبی از تئوری‌های روابط بین‌الملل (امنیت منطقه‌ای پیچیده)، جامعه‌شناسی (امنیت جامعه‌محور) و امنیت هستی‌شناختی به بررسی تغییرات امنیت پیچیده در خلیج فارس در نتیجه جنگ عراق در سال ۲۰۰۳ می‌پردازد. به طور اخص، کتاب به بررسی تهدیدات امنیتی به جوامع و دولت‌های شیعه و سنی منطقه می‌پردازد.
در این زمینه دو فرضیه علمی (Hypothesized Causal Mechanism) زیر در بخش‌های تجربی مورد تحلیل قرار می‌گیرد:
1. حضور مستقیم آمریکا در منطقه در اثر جنگ عراق تهدیدی برای هویت اجتماعی دولت‌ها و جوامع شیعه و سنی در منطقه است.
2. افزایش نفوذ بازیگران فوق ملی مانند القاعده و گروه‌های نوظهور وابسته در اثر جنگ عراق تهدیدی برای هویت اجتماعی جوامع و دولت‌های شیعه و سنی در منطقه شده‌است.

نتایج حاصل از تحلیل‌ها این است که اگرچه در دهه‌های ۸۰ و ۹۰ و سال ۲۰۰۳ جنگهای نظامی با حضور مستقیم وغیر مستقیم آمریکا امنیت منطقه را متحول کرده بود اما در دوره بعد از جنگ عراق تهدید چشمگیر به هویت اجتماعی دولت‌ها و جوامع شیعه و سنی امنیت خلیج فارس را به شیوه ای نوین تحت تأثیر قرار داده‌است.